# Theodore Levitt
Theodore Levitt (Vollmerz, 1. ožujka 1925. – Belmont, 28. lipnja 2006.), bio je američki ekonomist i profesor na Harvard Business School. 
Autor je mnogih članaka, te dobro prodavane knjige The Marketing Imagination, prevedene na jedanaest jezika. Najpoznatiji po populariziranju termina globalizacija kojeg prvi put spominje u svom članku Globalizacija tržišta 1983. Sam izraz je korišten i nekoliko desetljeća prije, no Levittovom upotrebom biva uvršten u standardnu terminologiju i prihvaćen među mainstream poslovnim krugovima.
Za života je dobio mnoge prestižne nagrade i priznanja za inovacije i doprinose u marketingu, a stekao je i titulu profesora emeritus-a.

## Knjige
- Marketing for business growth, 1974, New York Ed. McGraw-Hill
- The marketing imagination, 1983, New York Ed. Free Press
- The marketing imagination, 1986, New York Ed. Free Press (Prošireno izdanje)
- Thinking about management, 1991, New York Ed. Free Press

## Članci
- The Dangers of Social Responsibility, Harvard Business Review, 1958
- Marketing Myopia, Harvard Business Review, 1960.
- Creativity Is Not Enough, Harvard Business Review, 1963.
- Marketing Intangible Products and Product Intangibles, Harvard Business Review, 1981.
- The Globalization of Markets, Harvard Business Review, 1983.
- Levitt on marketing, 1991,Boston, Mass. : Harvard Business School Press.
- After The Sale Is Over, Harvard Business Review, 1983, Pág. 87-93.

## Vanjske poveznice
- Theodore Levitt Dead at 81 JUNE 29, 2006 Businessweek online
- Theodore Levitt, 81, Who Coined the Term 'Globalization', Is Dead New York Times July 6, 2006
- 'Globalisation' inventor dies at 81, Friday 7 July 2006, NDTV.com